# Campeonato Argentino de Rugby 1953
El Campeonato Argentino de Rugby de 1953 fue la novena edición del torneo de uniones regionales organizado por la Unión Argentina de Rugby. Se llevó a cabo entre el 16 agosto y el 6 de septiembre de 1953.
Se presentaron por primera vez en el torneo los equipos de la Unión Riocuartense de Rugby y la Unión Sanjuanina de Rugby. Esta última fue el producto de la escisión en octubre de 1952 de los clubes sanjuaninos de la Unión de Rugby de Cuyo, la cual conservaría el nombre pero pasaría a representar solamente a clubes de la Provincia de Mendoza.
El seleccionado de la Capital conquistó su segundo título luego de derrotar 10-9 a Provincia en la final.

## Equipos participantes
Participaron de esta edición once equipos: dos seleccionados de la Unión Argentina de Rugby y nueve invitados.
| Equipo           | Unión                           |
| ---------------- | ------------------------------- |
| Capital          | Unión Argentina de Rugby        |
| Ciudad Eva Perón | Combinado local                 |
| Centro           | Unión de Rugby del Centro       |
| Cuyo             | Unión de Rugby de Cuyo          |
| Litoral          | Unión de Rugby del Litoral      |
| Mar del Plata    | Unión de Rugby de Mar del Plata |
| Norte            | Unión de Rugby del Norte        |
| Provincia        | Unión Argentina de Rugby        |
| Río Paraná       | Unión de Rugby del Río Paraná   |
| Río Cuarto       | Unión Riocuartense de Rugby     |
| San Juan         | Unión Sanjuanina de Rugby       |

Los nueve equipos invitados fueron ocho uniones provinciales y un combinado representativo de la ciudad de La Plata, en aquel entonces conocida como Ciudad Eva Perón.

## Partidos
|  | Preliminar       | Preliminar       | Preliminar       |                  |       | Cuartos de final | Cuartos de final | Cuartos de final |   |         | Semifinales  | Semifinales  | Semifinales  |    |  | Final           | Final           | Final           |  |
|  | 16 de agosto     | 16 de agosto     | 16 de agosto     |                  |       | 23 de agosto     | 23 de agosto     | 23 de agosto     |   |         | 30 de agosto | 30 de agosto | 30 de agosto |    |  | 6 de septiembre | 6 de septiembre | 6 de septiembre |  |
|  |                  |                  |                  |                  |       |                  |                  |                  |   |         |              |              |              |    |  |                 |                 |                 |  |
|  |                  |                  |                  |                  |       |                  |                  |                  |   |         |              |              |              |    |  |                 |                 |                 |  |
|  |                  |                  |                  |                  |       |                  |                  |                  |   |         |              |              |              |    |  |                 |                 |                 |  |
|  |                  |                  |                  |                  |       |                  |                  |                  |   |         |              |              |              |    |  |                 |                 |                 |  |
|  |                  |                  |                  |                  |       |                  |                  |                  |   |         |              |              |              |    |  |                 |                 |                 |  |
|  |                  | Capital          | Capital          | 41               |       |                  |                  |                  |   |         |              |              |              |    |  |                 |                 |                 |  |
|  |                  |                  |                  | 41               |       |                  |                  |                  |   |         |              |              |              |    |  |                 |                 |                 |  |
|  |                  |                  | San Juan         | San Juan         | 3     |                  |                  |                  |   |         |              |              |              |    |  |                 |                 |                 |  |
|  | San Juan         | San Juan         | San Juan         | San Juan         | 3     | 9                |                  |                  |   |         |              |              |              |    |  |                 |                 |                 |  |
|  | San Juan         | San Juan         |                  |                  |       |                  |                  |                  |   |         |              |              |              |    |  |                 |                 |                 |  |
|  | Cuyo             | Cuyo             | 3                |                  |       |                  |                  |                  |   |         |              |              |              |    |  |                 |                 |                 |  |
|  | Cuyo             | Cuyo             | 3                |                  |       |                  |                  |                  |   | Capital | Capital      | 22           |              |    |  |                 |                 |                 |  |
|  |                  |                  |                  |                  |       |                  |                  |                  |   | Capital | Capital      | 22           |              |    |  |                 |                 |                 |  |
|  |                  |                  | Norte            | Norte            | 13    |                  |                  |                  |   |         |              |              |              |    |  |                 |                 |                 |  |
|  | Norte            | Norte            | Norte            | Norte            | 13    | 13               |                  |                  |   |         |              |              |              |    |  |                 |                 |                 |  |
|  | Norte            | Norte            |                  |                  |       |                  |                  |                  |   |         |              |              |              |    |  |                 |                 |                 |  |
|  | Centro           | Centro           | 0                |                  |       |                  |                  |                  |   |         |              |              |              |    |  |                 |                 |                 |  |
|  | Centro           | Centro           | 0                |                  | Norte | Norte            | 19               |                  |   |         |              |              |              |    |  |                 |                 |                 |  |
|  |                  |                  |                  |                  | Norte | Norte            | 19               |                  |   |         |              |              |              |    |  |                 |                 |                 |  |
|  |                  |                  | Río Paraná       | Río Paraná       | 6     |                  |                  |                  |   |         |              |              |              |    |  |                 |                 |                 |  |
|  |                  |                  | Río Paraná       | Río Paraná       | 6     |                  |                  |                  |   |         |              |              |              |    |  |                 |                 |                 |  |
|  |                  |                  |                  |                  |       |                  |                  |                  |   |         |              |              |              |    |  |                 |                 |                 |  |
|  |                  |                  |                  |                  |       |                  |                  |                  |   |         |              |              |              |    |  |                 |                 |                 |  |
|  |                  |                  |                  |                  |       |                  |                  |                  |   |         |              | Capital      | Capital      | 10 |  |                 |                 |                 |  |
|  |                  |                  |                  |                  |       |                  |                  |                  |   |         |              |              |              | 10 |  |                 |                 |                 |  |
|  |                  |                  | Provincia        | Provincia        | 9     |                  |                  |                  |   |         |              |              |              |    |  |                 |                 |                 |  |
|  |                  |                  | Provincia        | Provincia        | 9     |                  |                  |                  |   |         |              |              |              |    |  |                 |                 |                 |  |
|  |                  |                  |                  |                  |       |                  |                  |                  |   |         |              |              |              |    |  |                 |                 |                 |  |
|  |                  |                  |                  |                  |       |                  |                  |                  |   |         |              |              |              |    |  |                 |                 |                 |  |
|  |                  | Litoral          | Litoral          | 22               |       |                  |                  |                  |   |         |              |              |              |    |  |                 |                 |                 |  |
|  |                  |                  |                  | 22               |       |                  |                  |                  |   |         |              |              |              |    |  |                 |                 |                 |  |
|  |                  |                  | Río Cuarto       | Río Cuarto       | 3     |                  |                  |                  |   |         |              |              |              |    |  |                 |                 |                 |  |
|  |                  |                  | Río Cuarto       | Río Cuarto       | 3     |                  |                  |                  |   |         |              |              |              |    |  |                 |                 |                 |  |
|  |                  |                  |                  |                  |       |                  |                  |                  |   |         |              |              |              |    |  |                 |                 |                 |  |
|  |                  |                  |                  |                  |       |                  |                  |                  |   |         |              |              |              |    |  |                 |                 |                 |  |
|  |                  |                  |                  |                  |       |                  | Litoral          | Litoral          | 3 |         |              |              |              |    |  |                 |                 |                 |  |
|  |                  |                  |                  |                  |       |                  |                  |                  | 3 |         |              |              |              |    |  |                 |                 |                 |  |
|  |                  |                  | Provincia        | Provincia        | 36    |                  |                  |                  |   |         |              |              |              |    |  |                 |                 |                 |  |
|  |                  |                  | Provincia        | Provincia        | 36    |                  |                  |                  |   |         |              |              |              |    |  |                 |                 |                 |  |
|  |                  |                  |                  |                  |       |                  |                  |                  |   |         |              |              |              |    |  |                 |                 |                 |  |
|  |                  |                  |                  |                  |       |                  |                  |                  |   |         |              |              |              |    |  |                 |                 |                 |  |
|  |                  | Provincia        | Provincia        | 16               |       |                  |                  |                  |   |         |              |              |              |    |  |                 |                 |                 |  |
|  |                  |                  |                  | 16               |       |                  |                  |                  |   |         |              |              |              |    |  |                 |                 |                 |  |
|  |                  |                  | Ciudad Eva Perón | Ciudad Eva Perón | 13    |                  |                  |                  |   |         |              |              |              |    |  |                 |                 |                 |  |
|  | Ciudad Eva Perón | Ciudad Eva Perón | Ciudad Eva Perón | Ciudad Eva Perón | 13    | 9                |                  |                  |   |         |              |              |              |    |  |                 |                 |                 |  |
|  | Ciudad Eva Perón | Ciudad Eva Perón |                  |                  |       |                  |                  |                  |   |         |              |              |              |    |  |                 |                 |                 |  |
|  | Mar del Plata    | Mar del Plata    | 0                |                  |       |                  |                  |                  |   |         |              |              |              |    |  |                 |                 |                 |  |
|  | Mar del Plata    | Mar del Plata    | 0                |                  |       |                  |                  |                  |   |         |              |              |              |    |  |                 |                 |                 |  |
|  |                  |                  |                  |                  |       |                  |                  |                  |   |         |              |              |              |    |  |                 |                 |                 |  |

### Ronda Preliminar
| 16 de agosto | San Juan | 9 - 3   | Cuyo |  |  |
|              |          | Reporte |      |  |  |

| 16 de agosto | Norte | 13 - 0  | Centro |  |  |
|              |       | Reporte |        |  |  |

| 16 de agosto | Ciudad Eva Perón | 9 - 0   | Mar del Plata |  |  |
|              |                  | Reporte |               |  |  |

### Cuartos de final
| 23 de agosto | Capital | 41 - 3  | San Juan |  |  |
|              |         | Reporte |          |  |  |

| 23 de agosto | Norte | 19 - 6  | Río Paraná |  |  |
|              |       | Reporte |            |  |  |

| 23 de agosto | Litoral | 22 - 3  | Río Cuarto |  |  |
|              |         | Reporte |            |  |  |

| 23 de agosto | Provincia | 16 - 13 | Ciudad Eva Perón |  |  |
|              |           | Reporte |                  |  |  |

### Semifinales
| 30 de agosto | Capital | 22 - 13 | Norte |  |  |
|              |         | Reporte |       |  |  |

| 30 de agosto | Litoral | 3 - 36  | Provincia | Rosario, |  |
|              |         | Reporte |           |          |  |

### Final
| 6 de septiembre | Capital | 10 - 9  | Provincia | Buenos Aires,         |                       |
|                 |         | Reporte |           | Árbitro(s): E. Kember | Árbitro(s): E. Kember |

| Bandera de la Ciudad de Buenos Aires |
| Capital Campeón                      |
| Segundo título                       |